# Cischweinfia dasyandra
Cischweinfia dasyandra là một loài thực vật có hoa trong họ Lan. Loài này được (Rchb.f.) Dressler & N.H.Williams mô tả khoa học đầu tiên năm 1970.

## Hình ảnh

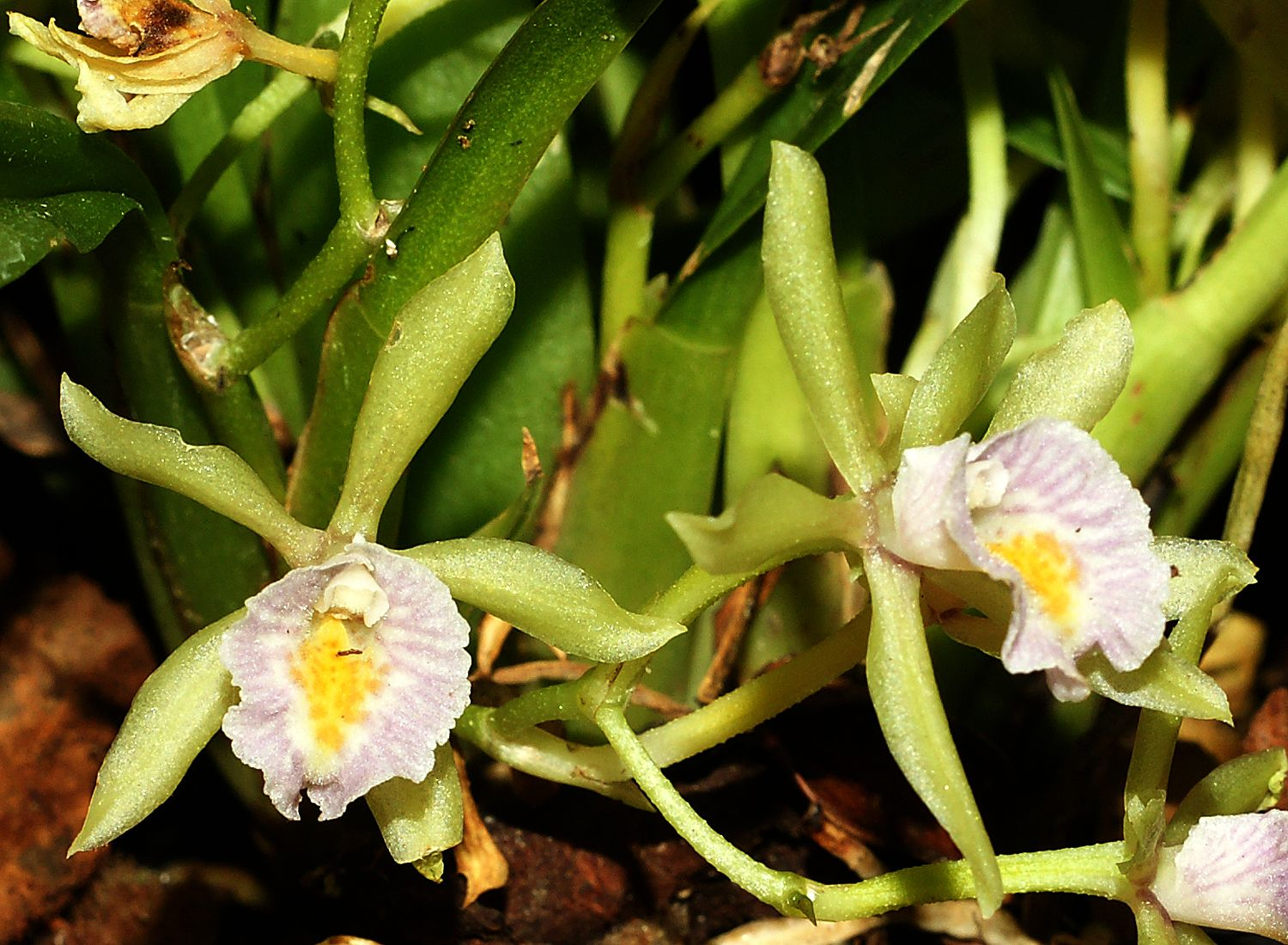